# Frede Farmand
Frede Farmand (født Frede Rasmussen 28. september 1945, død 13. februar 2024) var en dansk arkivar, fotograf og forfatter.
Siden 1982 drev han fra sin villa i Sandøgade i Århus et kulturhistorisk arkiv, en kæmpemæssig privat samling af radio- og tv-udsendelser, fotografier m.m. Materialet, der omfatter henved en kvart million enheder, er primært fra Danmark, men også optagelser fra den øvrige verden, især om politiske og religiøse bevægelser, eksempelvis fra Tvind, hvor han selv havde arbejdet; fra det genoplivede DNSAP, hvor han gjorde lydoptagelser ved interne møder; og Politiets Efterretningstjeneste.
Meget af Farmands materiale er unikt. Tidligere var det praksis i f.eks. Danmarks Radio at slette tidligere udsendelser for at genbruge båndene. Derfor lå Frede Farmand inde med ældre materiale fra DR, som kun han var i besiddelse af, og han kunne dermed gøre sit arkiv til sin levevej.
Farmand kom som spædbarn, "barn nr 33", til Metodistkirkens børnehjem Aaløkkegaard i Odense, hvor han og blandt andre Henning Bech Petersen skulle være blevet udsat for fysisk afstraffelse og seksuelle overgreb. Metodistkirken tog til genmæle, men har senere beklaget, hvad børnehjemsbørnene var blevet udsat for.
Farmand blev senere flyttet til Metodistkirkens børnehjem i Tønder; men ledelsen fulgte med. Han gik på Tønder kommuneskole og var uddannet teolog og historiker. Ellers havde han arbejdet hele sit liv som researcher for danske medier og havde skrevet flere bøger, deriblandt Løgneren fra Auschwitz om SS-manden og holocaust-fornægteren Thies Christophersen. I kapitel 11, på siderne 213-257 beskriver Frede Farmand fakta om filmen Die Gedanken sind frei. Die Auschwitz-Lüge und ihre Folgen. Filmen blev beslaglagt af det tyske efterretningsvæsen efter et tip fra Frede Farmand. Hele operationen var en del af Frede Farmands samvirke med den danske efterretningstjeneste, PET.
Hans bog Mesteren fra Tvind handler om Tvind-lærergruppens historie, rolle og organisering som redskab for Mogens Amdi Petersens revolutionsprojekt, og den efterfølgende retssag mod Petersen.